# Đoàn Khắc Nhượng
Đoàn Khắc Nhượng, hiệu Trúc Khê, người làng Nhơn Hòa, nay thuộc xã Bình Tân, huyện Bình Sơn, tỉnh Quảng Ngãi, Việt Nam. (chưa rõ năm sinh, năm mất), là một vị quan thời nhà Nguyễn, làm đến chức tuần phủ và bố chánh.

## Thân thế:
Ông là con trai của Đoàn Khắc Cung , còn có tên Đoàn Khắc Thận (Đoàn Hầu) một danh sĩ thời vua Gia Long.
Đoàn Khắc Nhượng đỗ cử nhân tại trường thi hương Thừa Thiên, năm Bính Ngọ (niên hiệu Thiệu Trị thứ 6 - 1846). Cùng đỗ cử nhân khoa này còn có người anh con bác ruột của ông là Đoàn Duy Trinh. Đến khoa thi năm Giáp Ngọ (niên hiệu Thành Thái thứ 6 – 1894) con trai của Đoàn Khắc Nhượng là Đoàn Thúc Vỹ cũng đỗ cử nhân tại trường thi Bình Định.

## Sự nghiệp
Sau khi thi đỗ cử nhân nho học, Đoàn Khắc Nhượng được bổ làm quan, thăng dần đến chức Bố chánh tỉnh Khánh Hòa.
Năm Mậu Dần 1878, hai tỉnh Quảng Nam và Quảng Ngãi gặp hạn nặng, tiếp đến lại bị trận lụt lịch sử. Dân chúng Nam - Ngãi lâm vào cảnh đói ăn nghiêm trọng. Vua Tự Đức liền cử Hoàng Diệu làm Khâm sai vào Quảng Nam, Đoàn Khắc Nhượng làm Khâm phái vào Quảng Ngãi để trực tiếp tổ chức việc cứu đói cho dân. Ông đã dốc lòng thực hiện chủ trương của triều đình, nhanh chóng tiến hành các biện pháp cứu tế an dân, khôi phục sản xuất.
Cuối năm 1879, tình hình nạn đói và thiên tai ở 2 tỉnh đã ổn định. Đoàn Khắc Nhượng được triều đình bổ làm Tuần phủ Nam – Ngãi (gồm 2 tỉnh Quảng Nam và Quảng Ngãi), còn Hoàng Diệu được triều đình điều chuyển đi trấn nhậm ở Bắc Kỳ. Những đóng góp của Đoàn Khắc Nhượng trong công cuộc cứu đói ở Quảng Ngãi 1878 - 1879 được ghi rõ trong sách Đại Nam thực lục của Quốc sử quán triều Nguyễn.
Trong thời gian làm Tuần phủ Nam Ngãi (1879 – 1880), ông đã bảo trợ và tiến cử Cao Xuân Dục về sau là chủ biên Quốc triều hương khoa lục, Quốc triều đăng khoa lục. Đoàn Khắc Nhượng cũng từng làm phó chủ khảo trường thi Hương Thừa Thiên (Ân khoa Mậu Dần – 1878), rồi làm chủ khảo khoa Kỷ Mão – 1879 cũng tại trường thi này.
Tuy là người có tài năng, danh vị, nhưng Đoàn Khắc Nhượng luôn giữ tính khiêm nhường cùng lối sống giản dị. Nói về đức tính khiêm nhường của ông, vua Tự Đức từng ban lời khen: Thanh như Lượng, khiêm như Nhượng, thiên hạ hà hữu bất trị (Thanh liêm như Lê Trung Lượng, khiêm cung như Đoàn Khắc Nhượng, thiên hạ lo gì không yên).
Năm 1881, Đoàn Khắc Nhượng lui về trí sỹ. Ông mất tại quê nhà vào khoảng sau năm 1885.

## Đường phố
Hiện nay, từ năm 2014, tại Quảng Ngãi có hai con đường được đặt theo tên ông và một con đường đặt tên cho bố ông là Đoàn Khắc Cung.